# Passiflora kwangtungensis
Passiflora kwangtungensis är en passionsblomsväxtart som beskrevs av Merrill. Passiflora kwangtungensis ingår i släktet passionsblommor, och familjen passionsblomsväxter. Inga underarter finns listade i Catalogue of Life.